# Charles Barbara
Charles Barbara (* 5. März 1817 in Orléans; † 19. September 1866 in Paris) war ein französischer Schriftsteller.

## Leben und Werk
Charles Barbara war Mitarbeiter der Zeitung Le Corsaire und der Zeitschrift Revue de Paris. Er zählte Henri Murger, Jules Champfleury und Charles Baudelaire zu seinen Freunden und Bekannten. Er schrieb Erzählungen und 1859 einen Roman, L’Assassinat du Pont-Rouge (Der Mord auf der roten Brücke), der in neuester Zeit wieder mehrfach verlegt wurde. Seine Prosa zeigt Anklänge an Edgar Allan Poe und E. T. A. Hoffmann. Baudelaire schätzte sie für ihre Synästhesien.
Die Angaben zu seinen Lebensdaten wurden erst 1986 durch die Dissertation von Nori Kameya (Universität Nizza) solide ermittelt. Die meisten Normdaten sind zu korrigieren.

## Werke (Auswahl)
- Histoires émouvantes. 1856.
- L’Assassinat du Pont-Rouge. Hachette, Paris 1859. 1881. Marabout, Verviers 1975. Griot, Boulogne 1989 (Vorwort von Sylvain Goudemare). Chardon bleu, Lyon 1997. Ombres, Toulouse 1997. Hrsg. Sylvie Howlett. Magnard, Paris 2010. Tredition, Hamburg 2012. BoD, Paris 2021.
- Mes petites maisons. Hachette, Paris 1860.
- Esquisse de la vie d’un virtuose. Hamy, Paris 1990. (Vorwort von Nori Kameya)
- Le major Whittington. Suivi de L’homme qui nourrit les papillons. Éditions Marguerite Waknine, Angoulême 2016.